# Maison Hertel-De La Fresnière
La maison Hertel-De La Fresnière est une maison située sur la rue des Ursulines à Trois-Rivières. Elle est classée immeuble patrimonial en 1961.

## Localisation
La maison est située au 802, rue des Ursulines à Trois-Rivières. Elle est localisée dans le site patrimonial de Trois-Rivières, un site patrimonial déclaré comprenant le Vieux-Trois-Rivières. Elle fait aussi partie du complexe historique de Trois-Rivières, un lieu historique national du Canada comprenant quatre autres édifices, soit le monastère des Ursulines, l'église Saint-James ainsi que son presbytère et la maison Georges-De Gannes.

## Histoire
Joseph-François Hertel fait l'acquisition du terrain en 1668. Celui qui fut surnommé « le héros » est né à Trois-Rivières en 1642. Il commença son apprentissage comme soldat en 1657. Il est capturé par les Iroquois en juillet 1661 alors qu'il était sorti de façon imprudente de l'enceinte fortifiée. Il est emmené dans leur village, torturé et adopté par une vieille dame qui lui apprend leurs coutumes et leurs langues. Il profite deux ans plus tard de l'absence de sa protectrice pour s'évader et retourne à Trois-Rivières en octobre 1663, alors qu'on le prenait pour mort.
C'est au début des années 1680 qu'il fit sa renommée, le gouverneur Joseph-Antoine Le Febvre de La Barre lui confie le commandement de toutes les tribus alliées des Français. Il développa avec ses sept fils une technique d'attaque-surprise inspiré des méthodes des Amérindiens qui fut surnommée « les raids des Hertel », qui terrorisaient les bourgs frontaliers de la Nouvelle-Angleterre. En raison de sa bravoure, le gouverneur Louis de Buade de Frontenac tente de lui faire obtenir ses lettres de noblesse en 1689, mais la cour lui fait la sourde oreille. Il est finalement anobli en 1716. Il meurt en 1722 et il est enterré à Boucherville.
Le lot où est située la maison resta dans la famille des Hertel pendant plus de cent ans. Entre 1824 et 1829, le menuisier François Lafontaine y fit construire sa demeure avec l'aide de Fernand Normand, sculpteur, charpentier, menuisier et entrepreneur reconnu. La maison passa ensuite dans les mains de plusieurs propriétaires, dont des avocats, notamment le juge Joseph-Alfred Désy, un commerçant de bois, un curé, un gazier américain et les Ursulines.
La maison est classée en 1961. À la fin des années 1970, elle est achetée par la ville de Trois-Rivières. Le classement est repris en 2005 dans le but que la maison soit inscrite sur le bon lot.

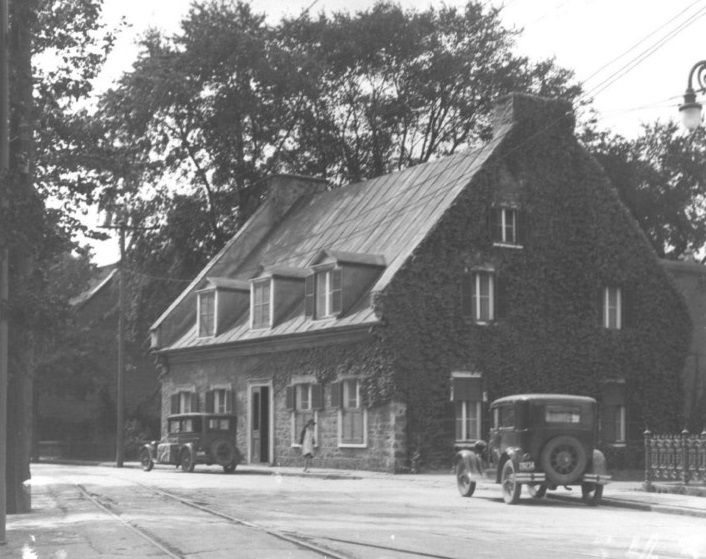
Maison Hertel-De La Fresnière, 1932.
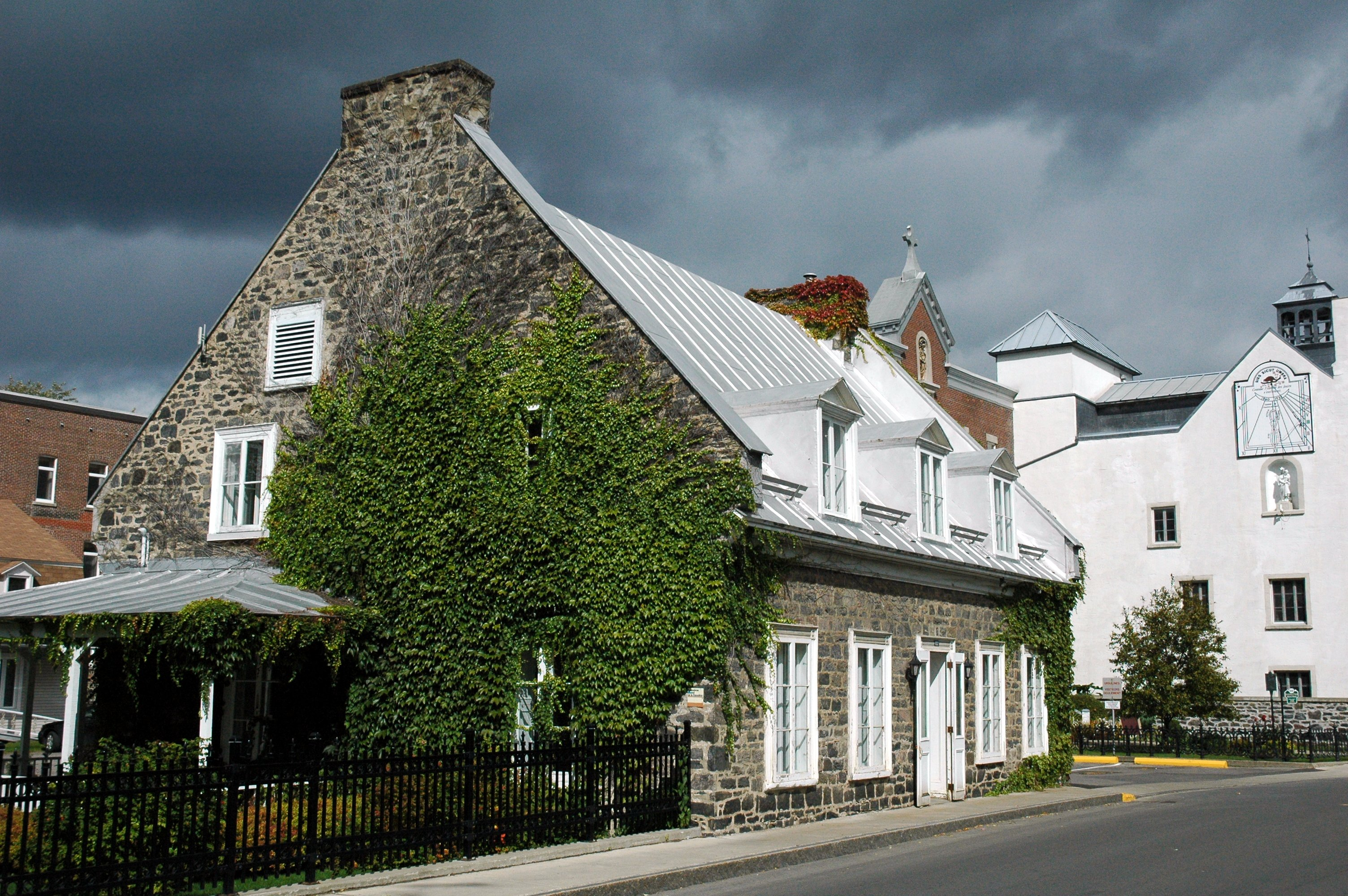
En 2006.
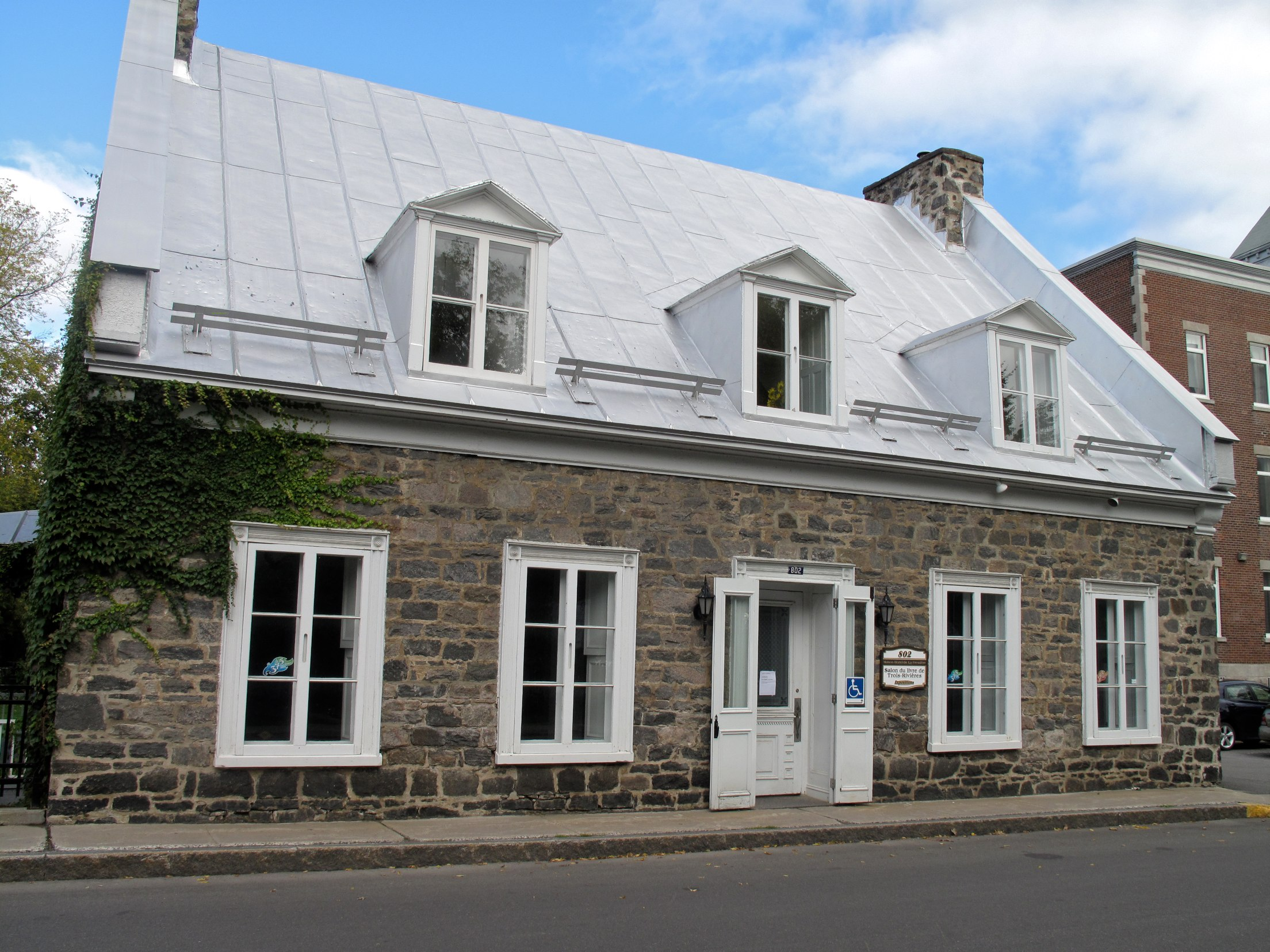
Maison Hertel-De La Fresnière.